# Torpedostation

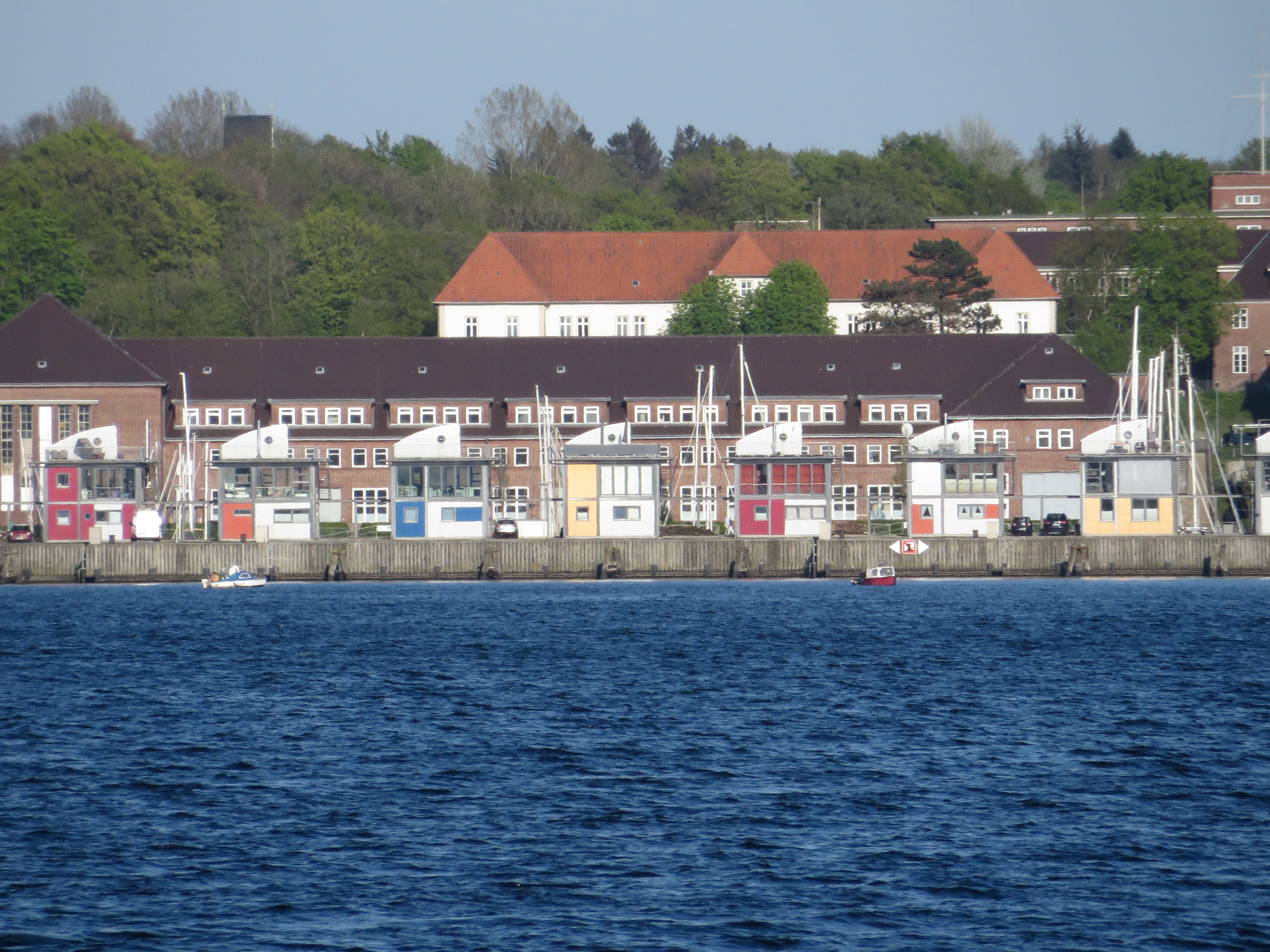
Das weiße Gebäude der Tirpitz-Kaserne, das ehemalige Hauptgebäude der Torpedostation, von der Flensburger Förde aus.

Die Torpedostation war die Keimzelle des Stützpunktes Flensburg-Mürwik der deutschen Marine. Wesentlicher Bestandteil war die Torpedoschule der Kaiserlichen Marine. Die erhaltenen Gebäude der Torpedostation, mittlerweile Kulturdenkmale, befinden sich am Rande des heutigen Sonwiks.

## Geschichte

Das Torpedoschulschiff Blücher und Torpedoboote im Seegang, Chromo-Lithographie von Willy Stöwer 1894

1877 erhielt Admiral Alfred von Tirpitz vom Kaiser Wilhelm I. den Auftrag, die Torpedobootwaffe für das Deutsche Kaiserreich zu entwickeln. Als die Kieler Förde sich als Übungsplatz zu klein erwies, da das Abfeuern der Torpedos häufig durch querende Boote und Schiffe behindert wurde, verlagerte Tirpitz schrittweise immer mehr Militär nach Flensburg. So diente die Flensburger Förde, schon bevor die Torpedostation errichtet wurde, als Übungsbereich des kaiserlichen Militärs. 1890 fand ein kombiniertes Manöver des Deutschen Heeres und der Marine im Raum Sonderburg statt. Fast die gesamte Manöver- und Übungsflotte der Kaiserlichen Marine fand sich vor Holnis ein. Um die Jahrhundertwende nutzte die als Torpedoschulschiff genutzte Korvette Blücher die Förde für Torpedo-Schießübungen. Im Jahr 1900 wünschte sich der Kommandant der Blücher im Bereich Mürwik neu zu errichtende Wohnquartiere, Unterrichtsräume, Lehrsäle, eine Küche sowie einen Speiseraum für die Torpedo-Ausbildung. Tirpitz ließ schließlich Mürwik für die Torpedoverbände ausbauen. In den Jahren 1901/1902 wurden dort am Fördehang zwei Kasernengebäude, später „Tirpitz“-Kaserne und „Maaß“-Kaserne genannt, für die sogenannte Torpedostation errichtet, die als Torpedoschule diente. Am 21. Oktober 1902 wurde die Marinestation eröffnet. Kurz darauf, am 31. Oktober 1902, wurde die Blücher dauerhaft an die Torpedoschule verlegt. Nach und nach entstanden weitere Bauten, die als Unterkunfts-, Schulungs- und Versorgungsgebäude benötigt wurden. Eine neu errichtete Kaianlage bot Platz für eine Anzahl von Schiffen. Für die noch junge Ausbildung in der Funken-Telegraphie wurden mehrere Funkstationen eingerichtet.
Bis 1906 diente die Blücher der Schule als Torpedoschulschiff. Anschließend wurde sie zum Wohnhulk umgenutzt. Am 6. November 1907 kam es zu einer Kesselexplosion auf der Blücher, bei der 16 Menschen starben. Die Blücher wurde daraufhin endgültig außer Dienst gestellt. Als Ersatz für die Blücher wurde am 14. Oktober 1906 das alte Linienschiff Württemberg der Torpedostation als Schulschiff zugewiesen. Als Wohnhulk dienten zeitweise auch die Kaiser (seit 1908) sowie die König Wilhelm, die Charlotte (jeweils seit 1909).
Im Jahr 1909 wurde die Schiffsjungen-Division für die Ausbildung des Unteroffiziersnachwuchses von Kiel in neu errichtete Gebäude der Torpedostation verlegt. In direkter Nachbarschaft der Torpedostation wurde 1910 die Marineschule Mürwik eröffnet. Im selben Jahr wurden die Gemeinden Fruerlund und Twedter Holz, auf deren Gemeindegebiet sich die Torpedostation und die Marienschule befanden, nach Flensburg eingemeindet. Während des Ersten Weltkrieges wurde der Schulbetrieb fortgesetzt, der Kreuzer Freya mit dem Begleitschiff Grille wurde als Schulschiff an die Torpedostation verlegt. Von 1917 bis 1919 wurde bei der Torpedostation am Fördeufer das sogenannte Gebäude 4, auch Unterrichtsgebäude II, des Architekten Wilhelm Penners errichtet. Dieser am Ende der Kaiserzeit begonnene Backsteinbau wurde in der Folge zum Maßstab für den bald darauf entstandenen Marinehafen.
Im Jahre 1920 wurden Räumlichkeiten der Torpedoschule genutzt, um eine Marinenachrichtenschule einzurichten; die Nachrichtenschule entstand somit ebenfalls beim heutigen Sonwik. Von 1925 bis zum September 1934 waren zudem beide Schulen unter dem Namen Torpedo- und Nachrichtenschule zusammengelegt. Im Oktober 1934 waren die Schulen wieder getrennt. Offenbar in den 1930er Jahren wurden südlich der Maaß-Kaserne mehrere Bunker in Reihe in den Hang gebaut. Sie dienten wohl, wie eine in einem der Bunker erhaltene Zeichnung verdeutlicht, dem Zusammenbau und der Lagerung von Torpedos. Heute dienen diese Torpedohallen als Garagen der auf ihnen errichteten Wohngebäude. Ebenfalls in den 1930er Jahren entstanden bei der Torpedostation auch zahlreiche neue, rote Backsteinbauten, und ganze Teile der alten Torpedostation verschwanden dabei. Damit entstand der heute noch existierende Marinehafen, der gegen Ende des 20. Jahrhunderts zur Marina Sonwik umgebaut wurde.
Während des Zweiten Weltkrieges reichten die Kapazitäten der Torpedoschule in Flensburg-Mürwik nicht mehr aus und diese wurde im Oktober 1941 in drei Abteilungen aufgeteilt. Die I. Abteilung blieb in Mürwik, die II. Abteilung wurde in Kolberg und die III. Abteilung in Regenwalde eingerichtet. Im Februar 1944 wurden die drei Abteilungen in selbstständige Torpedoschulen überführt. Die I. Abteilung wurde zur Torpedoschule I (TS I) in Mürwik, die II. Abteilung wurde zur Torpedoschule III (TS III) in Kolberg und die III. Abteilung wurde zur Torpedoschule II (TS II) in Regenwalde. Die drei Torpedoschulen wurden bald darauf einer neu eingerichteten Dienststelle namens „Höherer Kommandeur der Torpedoschulen“ (H.K.T.) in Flensburg-Mürwik unterstellt. Diesem Kommando unterstand zudem der Schulverband in Travemünde. Zudem unterstanden dem Kommando die Torpedoausbildungsstellen in Gotenhafen (Torpedoausbildungsstelle Ost), in Paris (Torpedoausbildungsstelle West) und in Drontheim (Torpedoausbildungsstelle Nord). Im Februar 1945 wurde die Torpedoschule II nach Mürwik verlegt und die Torpedoschule III Ende des gleichen Monats aufgelöst. Später wurden die beiden noch bestehenden Torpedoschulen wieder vereint und die entstehende Dienststelle wurde wieder die Torpedoschule Mürwik.
Mit dem Kriegsende wurde der Lehrbetrieb der Torpedoschule schließlich eingestellt. In den letzten Tagen des Zweiten Weltkrieges gehörten die erhaltenen Gebäude der Torpedostation zum Sonderbereich Mürwik. Nach dem Krieg wurden in der Tirpitz-Kaserne Flüchtlinge untergebracht. Der angrenzende Marinehafen wurde von der britischen Besatzungsmacht und Industriebetrieben genutzt.

## Kommandeure von 1933 bis 1944
- Oktober 1933 bis September 1935: Korvettenkapitän/Fregattenkapitän Otto Backenköhler
- September 1935 bis Oktober 1937: Korvettenkapitän/Fregattenkapitän Kurt Zaeschmar, Sohn von Georg Zaeschmar
- Oktober 1937 bis April 1939: Kapitän zur See Kurt Utke
- April 1939 bis Februar 1943: Kapitän zur See/Konteradmiral Werner Lindenau
- März 1943 bis Februar 1944: Kapitän zur See Hans Ibbeken, anschließend Höherer Kommandeur der Torpedoschulen

### Kommandeure der I. Abteilung
- Fregattenkapitän Franz Schnackenburg: von Oktober 1941 bis April 1943, zugleich von November 1939 bis April 1943 Stabsoffizier beim Stabe der Torpedoschule Mürwik
- Korvettenkapitän Ernst-Günter Heinicke: von April 1943 bis zur Umgliederung im Februar 1944, anschließend Kommandeur der Torpedoschule I Mürwik und später Kommandeur der Torpedoschule II Regenwalde

### Kommandeur der II. Abteilung
- Korvettenkapitän/Fregattenkapitän Rudolf Delius: von Oktober 1941 bis zur Umgliederung im Februar 1944, anschließend Kommandeur der Torpedoschule III Kolberg

## Heutiger Zustand
Von der Torpedostation, früher eines der beliebten Postkartenmotive Mürwiks, blieben nur wenige Bauten erhalten. Die beiden Kasernengebäude, Tirpitz-Kaserne und Maaß-Kaserne, die als Unterkunftsgebäude gedient hatten, stehen noch heute. Das erste Gebäude wurde nach Alfred von Tirpitz benannt, das zweite nach Konteradmiral Leberecht Maaß. Die Tirpitz-Kaserne diente als Marinestandortssanitätszentrum und aktuell als Sanitätsversorgungszentrum. Insbesondere die Tirpitz-Kaserne, die ursprünglich eine jagdschlossähnliche Gestalt besaß, verlor im Laufe der Zeit an Pracht. Der ursprüngliche markante Turm des Gebäudes blieb nur als ein kleines Türmchen erhalten. Die Fassade ist heute vollständig verputzt. Eine gewisse Ähnlichkeit mit der ursprünglichen Gestalt zeigt teilweise die Sønderborg Kaserne, die daneben auch Ähnlichkeiten zur Marineschule Mürwik besitzt. Auf dem Turm der Sønderborg Kaserne befindet sich noch heute ein Wikingerschiff als Windrichtungsgeber, ähnlich wie dies offenbar auch bei der Tirpitz-Kaserne der Fall war. Die Maaß-Kaserne, die zuletzt offenbar als Sanitätsgebäude gedient hatte, wurde in den ersten 2000er Jahren zu einem modernen Wohnhaus mit 15 Wohnungen umgebaut.
Ebenfalls erhalten blieben die um 1910 errichtete Exerzierhalle, die seit 1907 zusammen mit einem Exerzierplatz geplant worden war. Die später in Morsehalle umbenannte Halle befindet sich, nach einer später erfolgter Überbauung des Exerzierplatzes sowie anschließender baulicher Nachverdichtung, heute inmitten des Gebäudekomplexes der Nachrichtenschule, womit sie weiterhin einer militärischen Nutzung zur Verfügung steht. Sie wurde zwischen 2015 und 2018 zur Truppenküche des Standortes umgebaut. Das Funk- und Telegraphenhaus von 1902 befindet sich nahe dem Parkhof an der Swinemünder Straße. Die zur Tirpitz-Kaserne führende Straße trägt seit dem Jahr 1914 den Namen „Torpedostraße“. Die Torwache der Torpedostation blieb nicht erhalten. Erhalten blieb aber die benachbarte Torwache der Marineschule Mürwik, die eine leichte Ähnlichkeit zur nicht mehr existierenden Torwache besitzt.

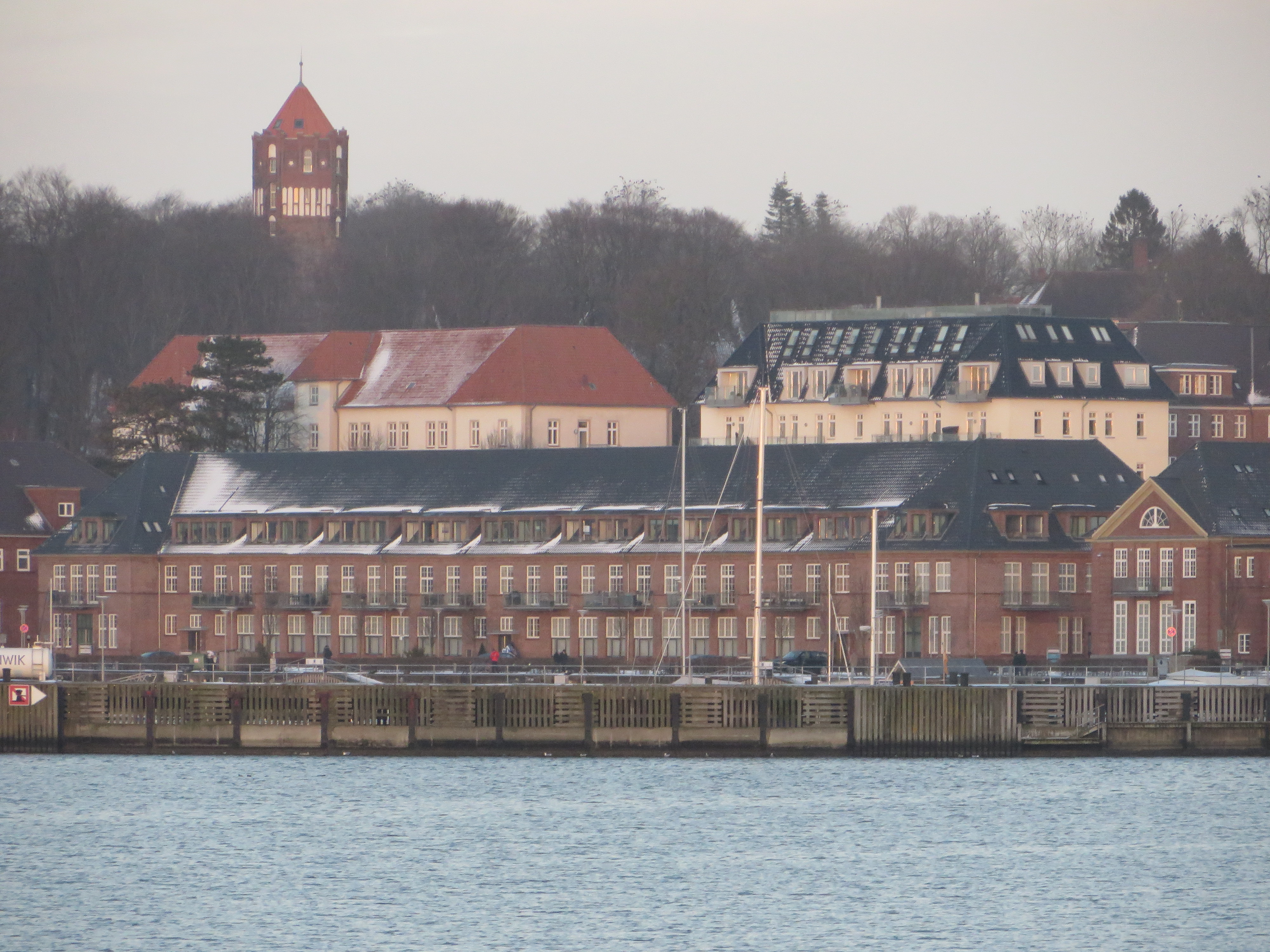
Die beiden weißen Gebäude der Tirpitz- und Maaß-Kaserne in der zweiten Reihe von der Wasserseite aus.
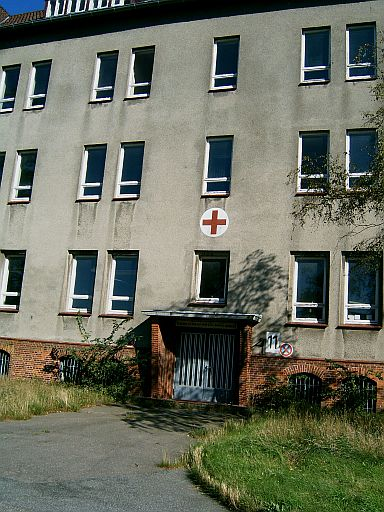
Die Tirpitz-Kaserne, heute Marine-Hospital.
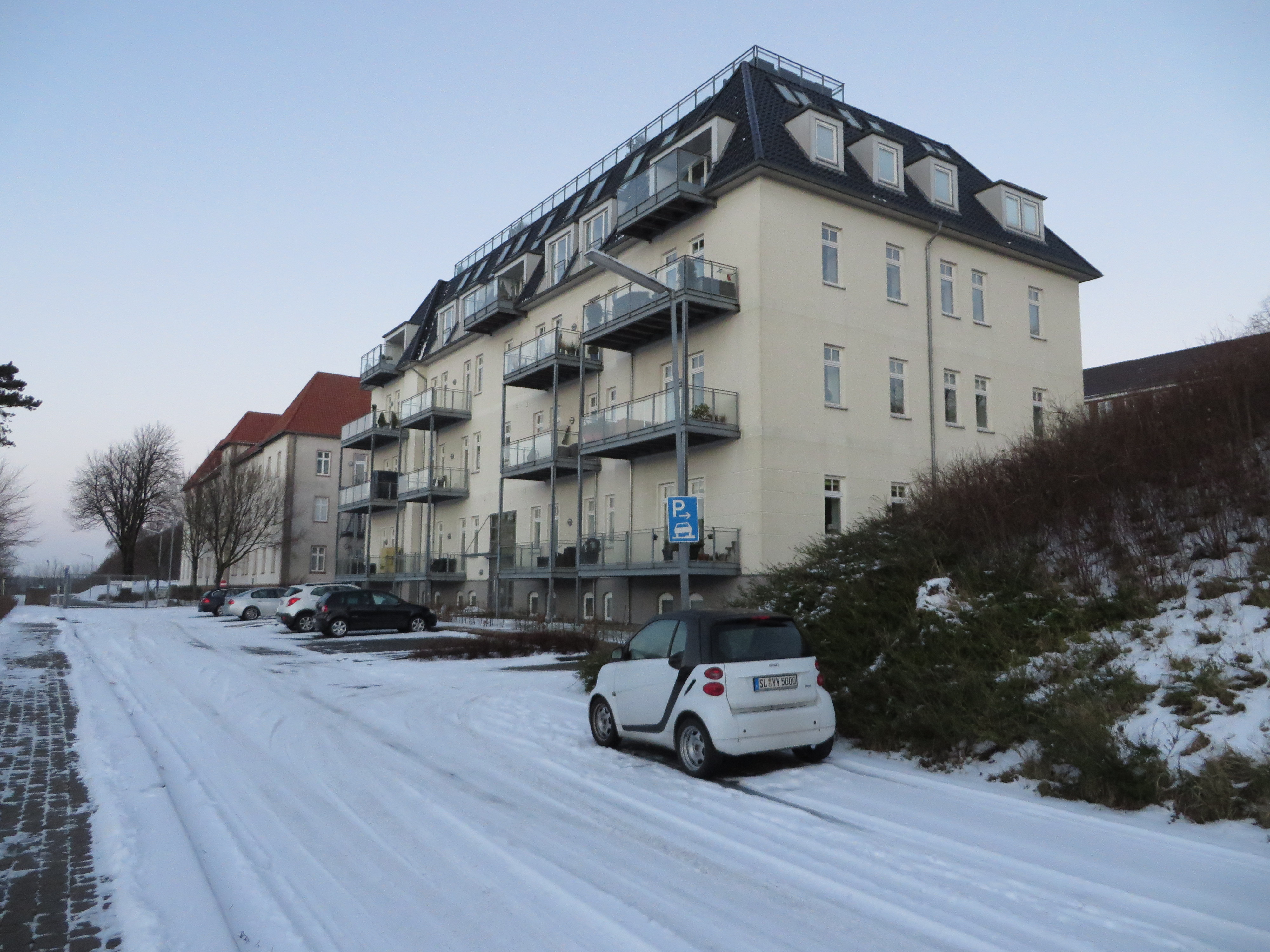
Die Maaß-Kaserne, heute Wohnhaus.
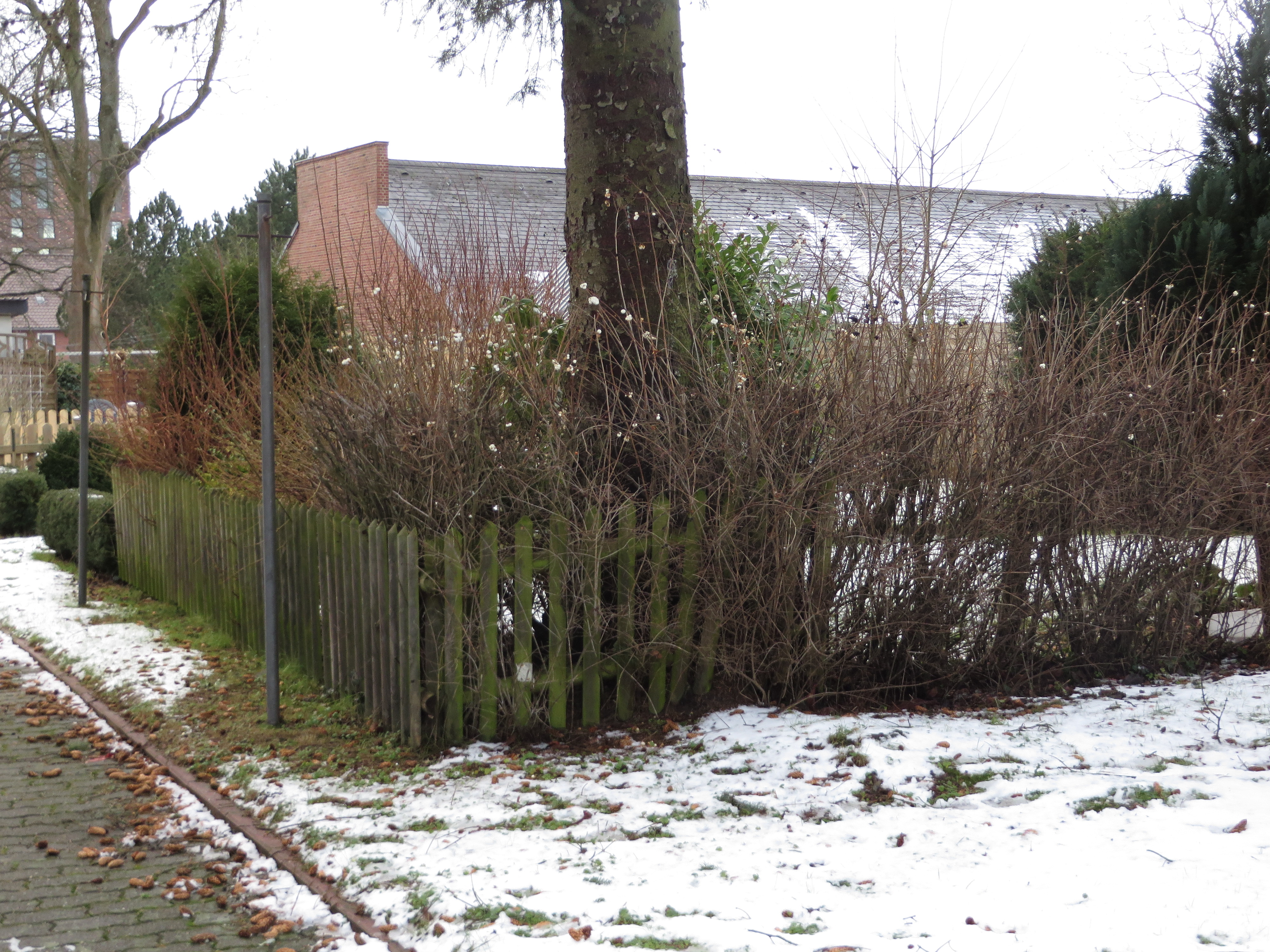
Die ehemalige Exerzierhalle, spätere Morsehalle, heute vom Ausbildungszentrum CIR genutzt.
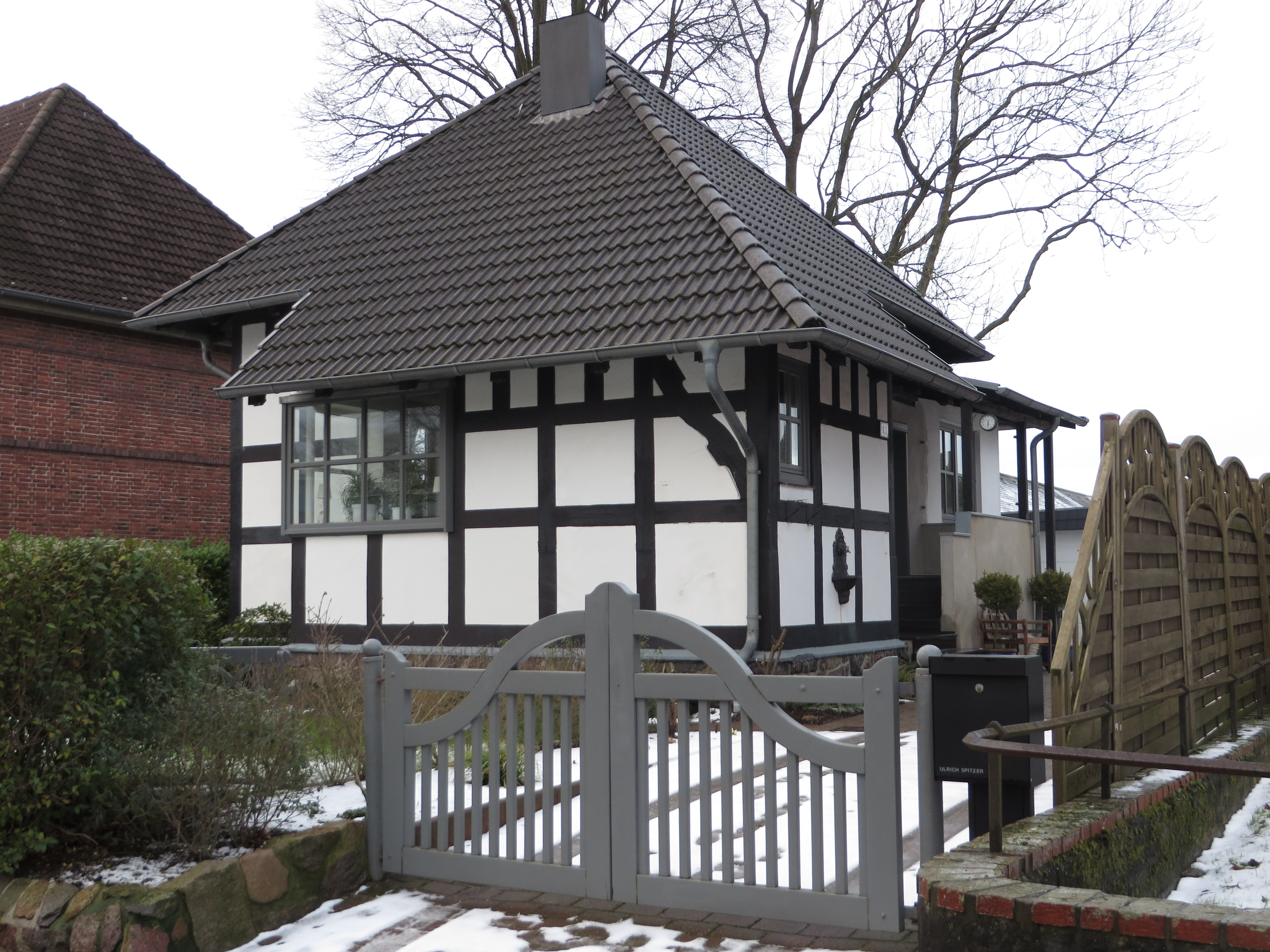
Funk- und Telegraphenhaus der Torpedostation, heute Privathaus.

## Verschiedenes
- Von 1895 bis 1905 wurden die Bewohner an der Förde, nach Schießübungen der Blücher, aufgefordert, gefundene bronzene Torpedos gegen eine Belohnung abzugeben.[35]
- Die Hauptstraßenverbindung von der Flensburger Innenstadt nach Mürwik war um 1910 noch von so schlechter Qualität, dass die Marine ein Verkehrsboot der Torpedostation – den sogenannten „Grauen Esel“ – sowie den Dampfer Wiking der Marineschule für den Personentransport einsetzte.[8][13][37]
- 1917 fanden dort Dreharbeiten für den Propagandafilm Hein Petersen, vom Schiffsjungen zum Matrosen statt.
- Auf der Ostseite des Kapitänshauses Sonwik befindet sich der sogenannte „Antrax-Gedenkstein“. Er erinnert an den Untergang des Dampfers Antrax und seiner Besatzung im Jahr 1922 vor Kronsgaard. Der zur Torpedoschule gehörige Bergungsdampfer diente hauptsächlich der Bergung von Übungstorpedos sowie für Fahrten zwischen Mürwik und Kiel. Bei einer solchen Fahrt nach Kiel verunglückte der Dampfer mit zwölf Marinesoldaten.[38]